# Anenii Noi
Anenii Noi est une ville du centre-est de la Moldavie. Elle est le siège du raion d'Anenii Noi, situé à environ 36 km au sud-est de Chișinău.
D'après un recensement de 2004, elle compte 11 463 habitants répartis dans la ville même (8 358) et cinq villages : Albinița (370), Beriozchi (647), Hîrbovățul Nou (484), Ruseni (1 090) et Socoleni (514).

## Jumelage
Anenii Noi est jumelée avec :
- Korosten, Ukraine
- Babrouïsk, Biélorussie